# Triodontopyga flavolimbata
Triodontopyga flavolimbata là một loài ruồi trong họ Tachinidae.